# Power2Go
Power2Go（パワーツーゴー）は、サイバーリンクが開発・発売しているライティングソフトウェアである。

## 主な機能
純粋なディスクへのデータ書き込み機能以外にも、音楽編集、オーサリング、動画変換、バックアップに関連する機能を搭載した統合ソフトウェアである。
- 仮想ドライブとして、ISOイメージファイルなどをマウントして使用できる
- DVDやBlu-rayのオーサリング時にメニューを作成でき、それに使用するBGMや写真の素材も内蔵している。
- 動画をカットしたり簡単な編集
- ディスク容量に合わせて動画の画質や解像度を自動調整
- オーディオファイルをカットしたり、音量を調整
- 接続されたスマートフォンなどのモバイル端末を検出し、それに最適な形式へ変換して音楽ファイル、動画ファイルを転送。
- Windowsシステムのバックアップを行い、DVD-RやUSBメモリにリカバリーディスクを作成
- YouTube、Flickr、Facebookなどに保存されている写真や動画をバックアップし、オフライン環境で視聴できる。

## バージョン履歴
Power2Go
- 2004年6月25日、ソースネクストから発売[1]

Power2Go 4
- 2004年11月26日、「Power2Go Deluxe」の名称で発売[2]。
- 2006年1月20日、ソースネクストから「Power2Go EXPERT」発売[3]。「Power2Go 4」に、オーサリングソフト「PowerProducer Personal 特別版」と、パケットライトソフト「InstantBurn」を追加したパックである。

Power2Go 5
- 2005年11月4日、海外にて発売[4]。当初は日本での具体的な発売時期は未定としていた。
- 2006年3月24日、ソースネクストから日本での販売開始[5]
- 2006年5月17日、「Power2Go 5.5 Next-Gen Edition」発売[6]。ソースネクスト版の 5からは無償アップデートできる。
- このバージョンからBlu-ray Discに対応した。
- ビデオファイルからオーディオの抽出、曲間に無音部分を挿入などオーディオ関連機能も強化された。

Power2Go 6
- 2007年10月4日発売[7]。Windows Vistaに対応。
- Windows Vistaのスライドバーガジェットを使って、ドラッグ・アンド・ドロップでの書き込み機能などが追加された。

Power2Go 7
- 2010年8月19日発売[8]。
- BDXLに対応。
- 一般のDVDプレイヤーで再生可能なDVD Video形式のディスクを作成できるオーサリング機能が追加された。
- オーディオ波形ソフト「WaveEditor」で音量の調整やオーディオのクリッピングなどの機能を追加。

Power2Go 8
- 2011年11月3日発売[9]。
- 2012年4月6日「Power2Go 8 Deluxe」を発売[10]。
- 仮想ドライブ機能が追加され、ISOイメージファイルをマウントして使用できる。

Power2Go 9
- 2013年7月9日発売[11]。
- ソーシャルメディアバックアップ機能が追加され、SNSに保存している自分のデータをダウンロードしてメディアにバックアップすることができる。

Power2Go 10
- 2015年1月14日ダウンロード版発売[12]。
- 2015年2月6日パッケージ版発売。

Power2Go 11
- 2016年11月8日ダウンロード版発売[13]
- 2017年2月2日、パッケージ版発売[14]。
- Blu-rayオーサリング、BDMV形式、AVCHD形式でのオーサリングに対応

Power2Go 12
- 2018年5月29日ダウンロード版発売[15]。
- 2018年7月13日パッケージ版発売[16]。
- H.265形式のエンコード、デコードに対応

Power2Go 13
- 2019年7月16日ダウンロード版発売[17]。
- 2019年8月9日パッケージ版発売。

## Essential Edition
バージョン 8以降、Essential版が提供されている。内容としては最上位エディションの体験版だが、試用期間終了後もディスクのコピー、ファイルの書き込み、音楽CDの作成などの基本機能は無期限で使用し続けることができる。

## 不具合

### バッファオーバーフローの脆弱性
2011年12月12日、JPCERT/CCとIPAは、Power2Go 8およびそれ以前にはバッファオーバーフローの脆弱性が存在することを公表した。また、本脆弱性を使用した攻撃コードがすでに公開されていると注意喚起を行った。
サイバーリンクからは本件に対する修正パッチ等が配布されていないため、当該製品を使わないようにすること以外に根本的な対策方法は存在しない。